# Ucayali (regio)
Ucayali (Aymara en Quechua: Ukayali) is een regio van Peru. De regio heeft een oppervlakte van 102.411 km² en heeft 495.522 inwoners (2015). De hoofdstad is Pucallpa.
De regio grenst in het oosten aan Brazilië, in het noorden aan Loreto, in het westen aan Huánuco, Pasco en Junín en in het zuiden aan Cuzco en Madre de Dios.

## Bestuurlijke indeling
De regio is verdeeld in vier provincies, die weer zijn onderverdeeld in 19 districten. Achter elke provincie wordt de hoofdplaats genoemd.
| Nr. | Provincie        | Inwoners | Oppervlakte | UBIGEO | Districten | Hoofdplaats      | Inwoners |
| --- | ---------------- | -------- | ----------- | ------ | ---------- | ---------------- | -------- |
| 1   | Atalaya          | 53.890   | 38.924 km²  | 2502   | 4          | Atalaya          | 15.162   |
| 2   | Coronel Portillo | 382.057  | 36.237 km²  | 2501   | 7          | Pucallpa         | 326.611  |
| 3   | Padre Abad       | 60.055   | 8.592 km²   | 2503   | 7          | Aguaytía         | 18.318   |
| 4   | Purús            | 4.541    | 17.848 km²  | 2504   | 1          | Puerto Esperanza | 2.860    |

| Detailkaart |
| ----------- |
|             |
| Provincies  |

Amazonas · Áncash · Apurímac · Arequipa · Ayacucho · Cajamarca · Callao · Cuzco · Huancavelica · Huánuco · Ica · Junín · La Libertad · Lambayeque · Lima · Loreto · Madre de Dios · Moquegua · Pasco · Piura · Puno · San Martín · Tacna · Tumbes · Ucayali

Zelfstandige provincie: Lima